# Петров, Александр Петрович (депутат)
Петров Александр Петрович (род. 13 декабря 1933, д. Паймурзино, Моргаушский район, Чувашская АССР, РСФСР, СССР) — советский государственный, комсомольский и партийный деятель.
Председатель Верховного совета Чувашской АССР девятого и десятого созывов (1975—1985), председатель Президиума Верховного совета Чувашской АССР (1985—1988), первый секретарь Чувашского обкома КПСС (1988—1990).

## Биография
Родился 13 декабря 1933 года в деревне Паймурзино Моргаушского района.
В 1952—1953, 1955—1956 — заведующий отделом, первый секретарь Советского райкома ВЛКСМ, инструктор организационно-инструкторского отдела Советского райкома КПСС, вновь первый секретарь райкома комсомола. Окончил Центральную комсомольскую школу при ЦК ВЛКСМ (1955), Чувашский государственный педагогический институт (1963), аспирантуру Академии общественных наук при ЦК КПСС (1971). 
В 1956—1963 — инструктор, заместитель заведующего отделом комсомольских организаций, секретарь, второй секретарь, первый секретарь Чувашского обкома ВЛКСМ. В 1963—1968 — заместитель заведующего идеологическим отделом Чувашского обкома КПСС, первый секретарь Ибресинского райкома КПСС. В 1971—1985 — заведующий отделом науки и учебных заведений, секретарь Чувашского обкома КПСС. 
С марта 1985 по октябрь 1988 — председатель Президиума Верховного Совета Чувашской АССР. С ноября 1988 по июнь 1990 — первый секретарь Чувашского обкома КПСС. С июня 1990 по август 1991 — председатель Контрольно-ревизионной комиссии Чувашской республиканской организации КПСС. 
После выхода на пенсию в 1992—2000 работал заведующим отделом публикации документов Центрального государственного архива Чувашской Республики.
Проживает в городе Чебоксары. В 2020 году получил звание «Почётный гражданин Чувашской Республики» по решению вновь назначенного Главы Чувашии О. А. Николаева.

## Семья
- Дочь — Аксакова Татьяна Александровна, замужем за А. Г. Аксаковым — депутатом Госдумы России (тоже получил звание Почётный гражданин Чувашской Республики, 2022).
- Дочь — Поздеева Надежда Александровна, врач-офтальмолог, доктор медицинских наук, замужем за Поздеевым Вадимом Михайловичем (с января 2019 года заведующий организационно-методическим отделом в Чебоксарском филиале ФГАУ «НМИЦ «МНТК «Микрохирургия глаза» им. акад. С. Н. Фёдорова» Минздрава России).

## Награждён
- Орден Трудового Красного Знамени.
- Орден «За заслуги перед Чувашской Республикой» (4 октября 2018) — за заслуги перед Чувашской Республикой и активную общественную деятельность[1].
- Благодарность Президента Российской Федерации (29 декабря 2018) — за достигнутые трудовые успехи, активную общественную деятельность и многолетнюю добросовестную работу[2]
- Почётный знак Совета Федерации «За заслуги в развитии парламентаризма» (2018).
- Почётный гражданин Чувашской Республики (24 июня 2020) — за выдающиеся заслуги перед Чувашской Республикой и активную общественную деятельность
- Орден Александра Невского (3 апреля 2023) — за активную общественную деятельность[3].
- Медали